# Ñusta
Ñusta è il titolo attribuito dagli Inca alle principesse di sangue regale.
Si tratta delle figlie dei sovrani del Cuzco avute dalla Coya o da altre spose di nobile origine. Erano escluse da questo titolo le figlie nate dalle numerose concubine che costituivano l'harem del monarca.
Le Ñusta ricevevano una educazione adeguata ed erano destinate a contrarre matrimonio con i personaggi più autorevoli dell'impero. Solitamente i loro consorti erano parenti stretti dell'Inca o influenti rappresentanti delle varie famiglie imperiali dette panaca, ma in alcuni limitati casi erano concesse in sposa a dei "Curaca"  considerati particolarmente
importanti.
Anche il futuro sovrano poteva scegliere tra queste principesse la sua consorte ufficiale e questa regola era divenuta una consuetudine nella tarda età dell'impero.
Dall'esame delle cronache Spagnole si è riscontrato che determinate dame sono state nominate talvolta come Ñusta, talvolta come Palla e da ciò si è arguito che il termine Ñusta venisse usato soltanto per le fanciulle ancora nubili, mentre dopo il matrimonio, a prescindere dalla loro condizione originaria, le stesse sarebbero state qualificate come Palla, ovvero come nobili signore.